# Nepinnotheres sanguinolariae
Nepinnotheres sanguinolariae is een krabbensoort uit de familie van de Pinnotheridae. De wetenschappelijke naam van de soort is voor het eerst geldig gepubliceerd in 1951 door Pillai.